# Abulia

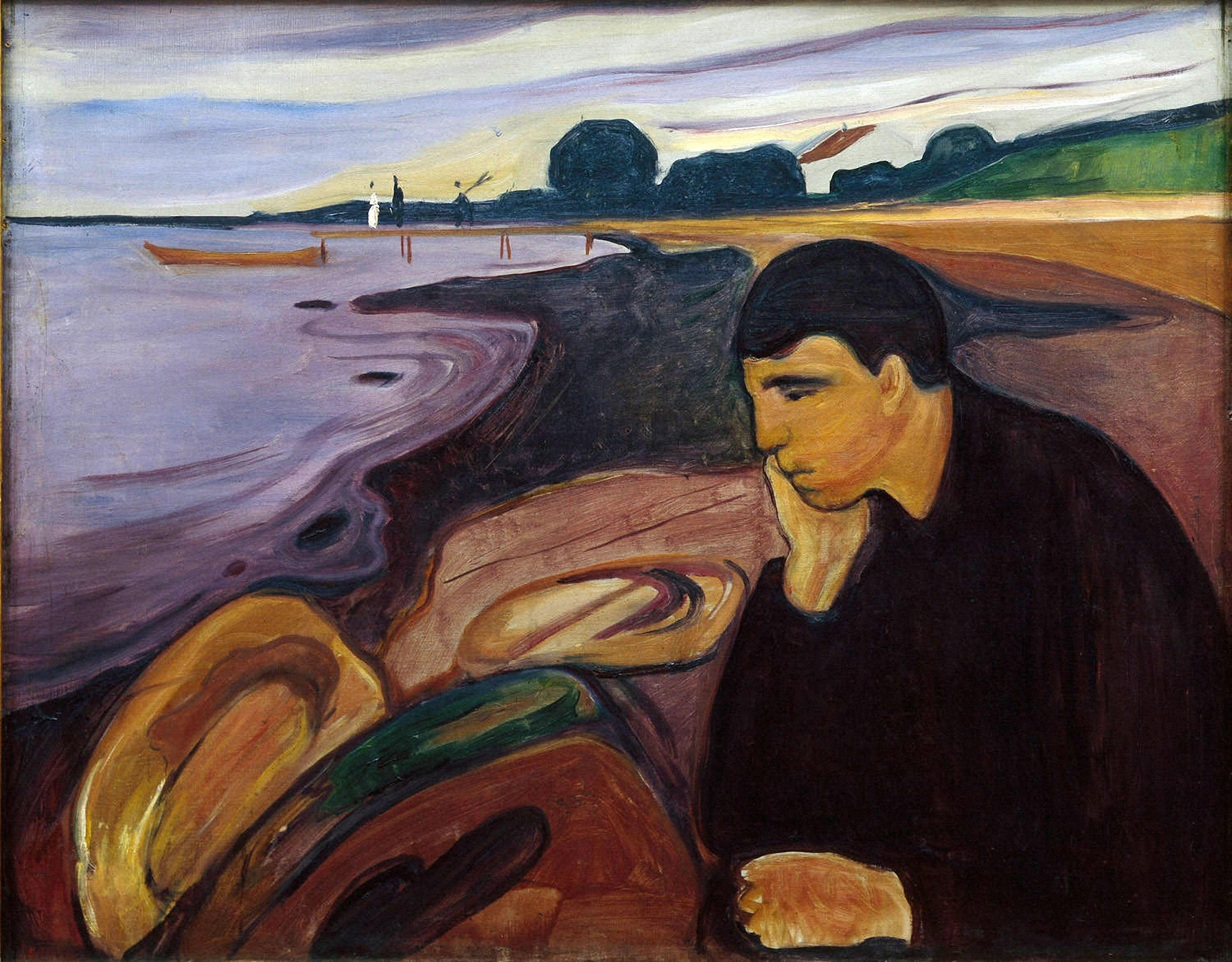
La malinconia, di Edvard Munch (1896).

L'abulìa (dal greco ἀβουλία, aboulìa), termine composto dal prefisso privativo ἀ- (a-) e da βουλή (boulè) che significa «volontà», indica dunque letteralmente un'«assenza di volontà»: per meglio dire, è una condizione più o meno patologica caratterizzata da una volontà cronicamente debole o insufficiente.
È uno dei sintomi della depressione. L'abulia impedisce di prender decisioni in maniera autonoma, di attuare i propri desideri, d'intraprendere qualsiasi iniziativa e di compiere un'azione, pur sapendo che è necessaria.
L'abulico disperde le sue energie psicofisiche in numerose attività contemporaneamente, ma non ne riesce a portare a termine nemmeno una. Spesso l'abulia fa seguito a uno stato di apatia, nel quale è assente lo stimolo ad agire.
Sono varie le condizioni patologiche nelle quali si può riscontrare l'abulia: per esempio, la nevrosi, la depressione (come s'è detto), la schizofrenia, la sindrome prefrontale tipica del traumatizzato cranico.